# Чапи, Руперто
Рупе́рто Чапи́-и-Лоренте (исп. Ruperto Chapí y Lorente, Ruperto Chapí Lorente, 27 марта 1851, Вильена, Испания — 25 марта 1909, Мадрид, Испания) — испанский композитор, автор симфонических и камерных произведений, опер и множества сарсуэл. Соучредитель Генерального общества авторов и издателей Испании (SGAE).

## Биография
Руперто Чапи-и-Лоренте родился в валенсийском городе Вильене, был пятым из семи детей в семье и в шестилетнем возрасте остался без матери. Отец, по профессии парикмахер, был страстным любителем музыки. Вместе с братьями Руперто изучал теорию музыки с пяти лет, учился игре на флейте-пикколо и корнете и с девяти лет играл в городском оркестре «Новая музыка» (Música Nueva).
Первую сарсуэлу «Лесная звезда» (La estrella del bosque) Руперто написал в возрасте пятнадцати лет. В 16 лет отправился в Мадрид для продолжения музыкального образования. В Мадридской консерватории изучал гармонию у М. Гальяны и композицию у Э.Арриеты. Одновременно играл на корнете в театральных оркестрах и написал сарсуэлу «Каин и Авель» (Abel y Caín, утрачена), которая была поставлена в мадридском театре Circo Price в 1870 году и не имела особого успеха. Благодаря постановке одноактной оперы «Дочь Иеффая» (La hija de Jefté) в 1874 году в Королевском театре Мадрида Чапи получил стипендию для дальнейшего обучения в Париже и Риме. Для второй свадьбы Альфонсо XII написал трёхактную оперу «Рожер де Флор» (1878). После возвращения в Испанию сочинил имевшие большой успех сарсуэлы «Буря» (La tempestad, 1882), «Ведьма» (La bruja, 1887) и «Разгневанный король» (El rey que rabió, 1891). Вершиной его творчества стали сарсуэлы «Барабанщик» (El tambor de granaderos, 1896), «Бунтарка» (La Revoltosa, 1897) и «Дочери Зеведея» (Las hijas de Zebedeo, 1889), опера «Привратница Маргарита» (Margarita la tornera, 1909).
Помимо 155 сарсуэл и 6 опер, наследие композитора включает «Мавританскую фантазию» (Fantasía morisca, 1873—1879), концертный полонез (Polaca de concierto, 1874), симфонию ре минор (1879), четыре струнных квартета, фортепианное трио (1876), кантаты, симфоническую поэму «Гномы Альгамбры» (Los gnomos de la Alhambra, 1889), камерные и вокальные произведения.
Руперто Чапи был женат на уроженке Мадрида и имел двоих сыновей. Умер в Мадриде в 1909 году, похоронен с большими почестями. В 2003 году останки композитора перенесены в Пантеон выдающихся граждан Вильены.

## Издания
- Ruperto Chapí. Sinfonía primera en re menor / Antonio Gallego. — Ed. facsímil. — Madrid: Real Conservatorio Superior de Música de Madrid : Cámara de Comercio e Industria de Madrid, 1992. — XI, 207 с. — ISBN 978-84-79195-00-7.
- Ruperto Chapí. Sinfonía en re / Ramón Sobrino. — Madrid: Instituto Complutense de Ciencias Musicales, 1999. — XVI, 218 с. — ISBN 978-84-80483-50-6.
- Ruperto Chapí. Obras orquestales / Ramón Sobrino, Max Bragado-Darman. — Madrid: Instituto Complutense de Ciencias Musicales, 2008. — XXII, 431 с.